# Fensterspinne
Die Fensterspinne (Amaurobius fenestralis) oder Waldfinsterspinne ist eine Spinne innerhalb der Familie der Finsterspinnen (Amaurobiidae). Die paläarktisch verbreitete Art zählt zusammen mit der gattungsverwandten Kellerspinne (Amaurobius ferox) sowie der Ähnlichen Fensterspinne (Amaurobius similis) zu den häufigsten der Familie in Europa.
Der Trivialname „Fensterspinne“ rührt von der irrtümlichen Annahme her, dass die Art gerne im Bereich von Fenstern lebt. Dies ist mittlerweile widerlegt und ist mit hoher Wahrscheinlichkeit auf Verwechslungen mit der verwandten Ähnlichen Fensterspinne zurückzuführen, bei der dieses Verhalten vorkommt und die überdies früher nicht als eigene Art von der Fensterspinne unterschieden wurde. Die Fensterspinne selbst bewohnt hingegen bevorzugt Wälder und seltener Keller oder Höhlen.
Im englischen Sprachraum wird die Fensterspinne als Window spider oder wie die Ähnliche Fensterspinne als Lace-webbed spider (übersetzt etwa „Spitzenweberspinne“) bezeichnet. Beide englischen Bezeichnungen nehmen Bezug auf das Trichternetz, das wie bei allen Echten Finsterspinnen (Amaurobius) mit cribellater Fangwolle versehen ist.
Mit dessen Hilfe erbeutet die nachtaktive Fensterspinne eine Vielzahl von Gliederfüßern und kann auch wehrhafte Vertreter dieses Stammes überwältigen. Das Trichternetz mündet weiter hinten in einer als Aufenthaltsort der Spinne dienenden Wohnröhre, in der ein verpaartes Weibchen später auch seinen Eikokon deponiert. Die geschlüpften Jungtiere verhalten sich wie bei allen Echten Finsterspinnen matriphag bzw. saugen sie ihre kurz nach dem Schlupf verendende Mutter aus und überwintern gemeinsam in ihrem Netz, ehe sie sich im folgenden Frühjahr trennen und selbstständig heranwachsen.

## Merkmale

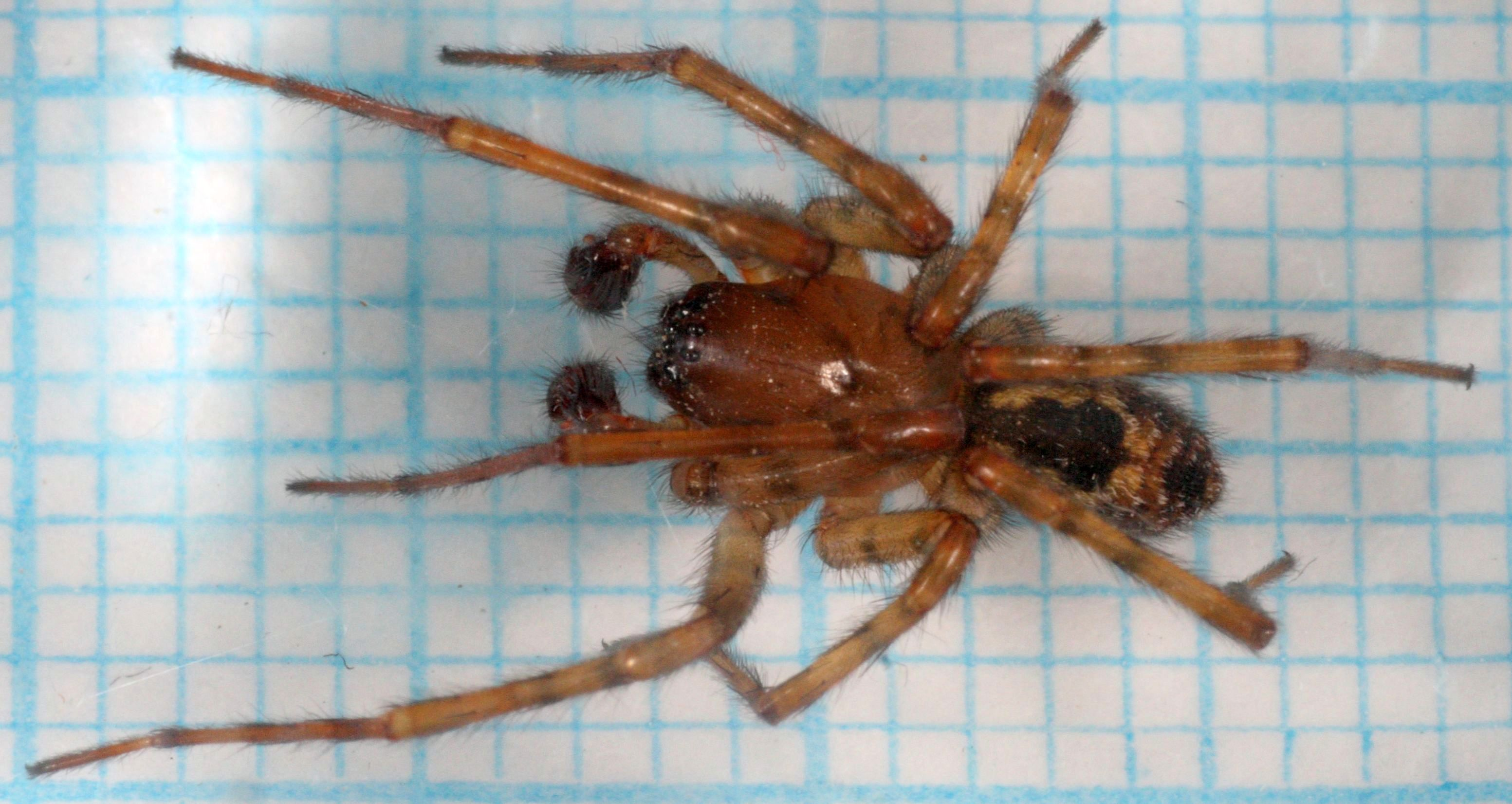
Männchen

Die Fensterspinne erreicht eine Körperlänge von vier bis sieben Millimetern als Männchen und eine von sieben bis 9,6 Millimetern als Weibchen. Der Körperbau der Art entspricht dem anderer Echter Finsterspinnen (Amaurobius).

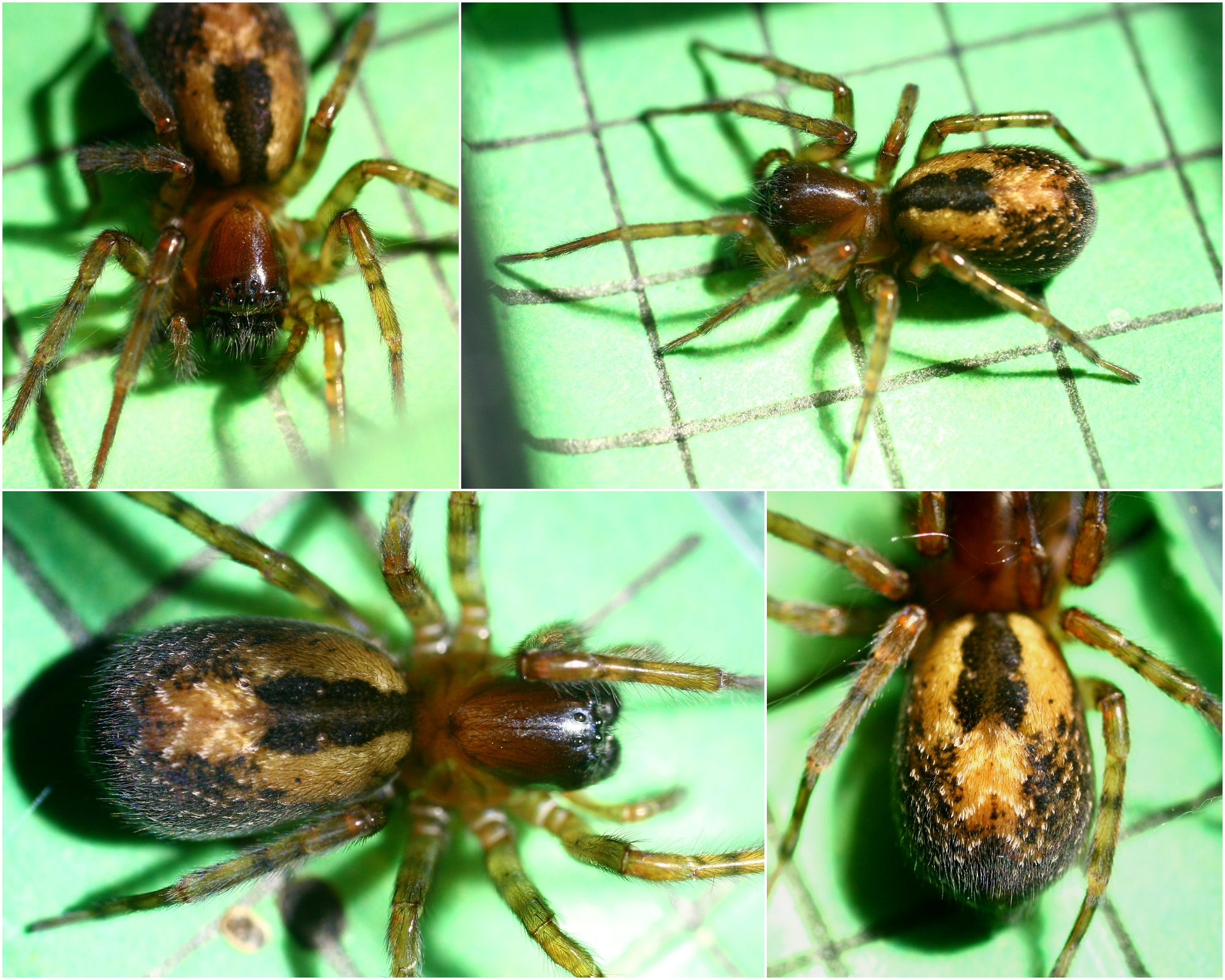
Verschiedene Ansichten eines Weibchens

Das Prosoma (Vorderkörper) erscheint glänzend. Der Carapax (Rückenschild des Prosomas) hat eine gelblich-braune bis rotbraune Farbgebung. Beim Weibchen ist der gesamte Kopfbereich außerdem leicht verdunkelt, beim Männchen nur der Augenbereich. Die Cheliceren (Kieferklauen) sind braun und das Sternum (Brustplatte) gelblich gefärbt. Die Beine besitzen eine hell- bis rotbraune Grundfärbung mit einer dunklen und undeutlichen Ringelung.

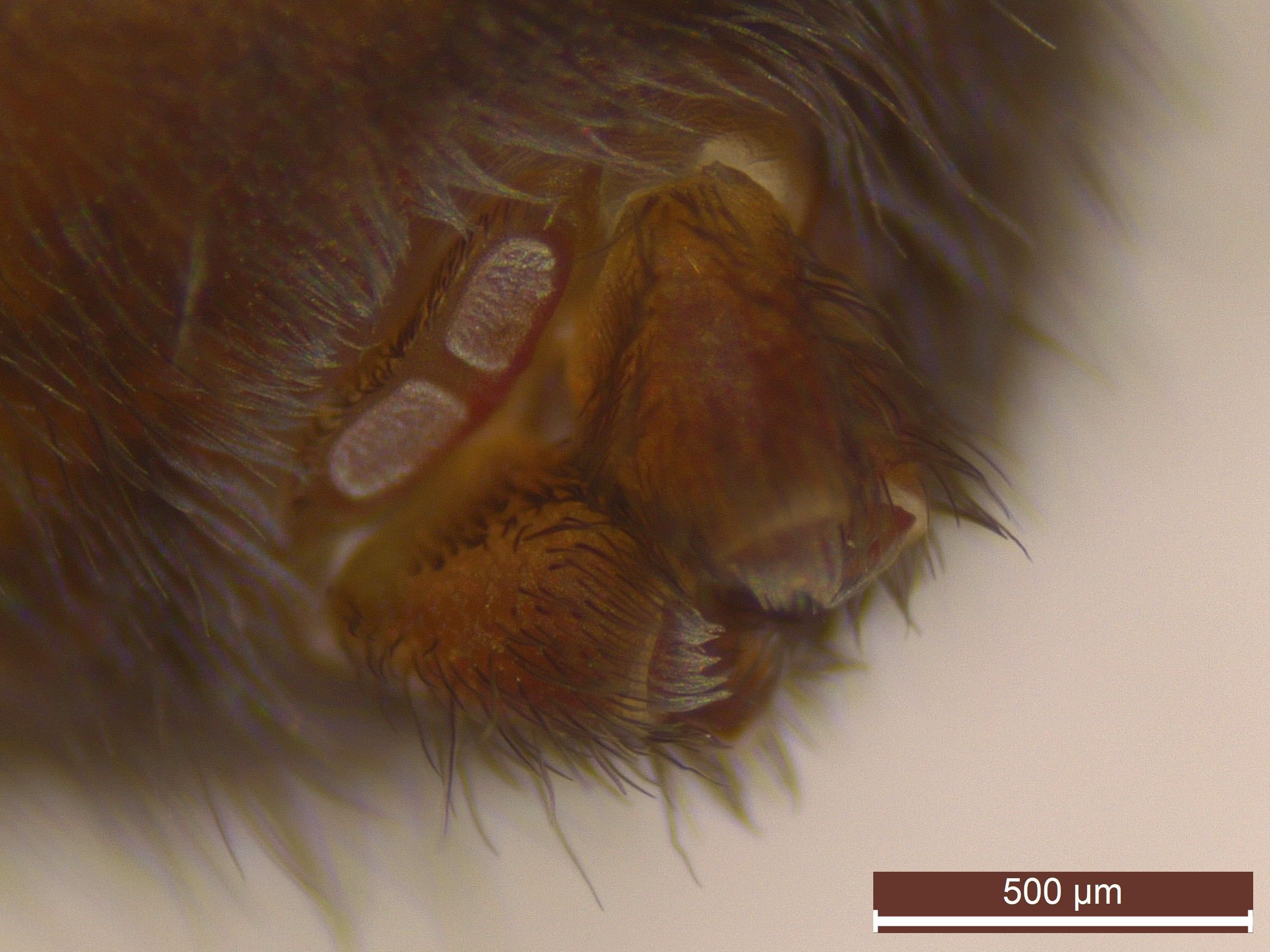
Cribellum eines Weibchens im Größenvergleich

Das Opisthosoma (Hinterleib) verfügt über eine gelblich-graue oder rötliche Grundfärbung. Auf der Dorsalseite (Oberseite) ist dieser Körperabschnitt sehr kontrastreich gezeichnet, obgleich sich die Zeichnungselemente bei beiden Geschlechtern unterscheiden. Beim Weibchen ist der dunkle Bereich im vorderen Teil des Opisthosomas einheitlich gefärbt, beim Männchen befindet sich dort ein für gewöhnlich deutlich aufgehelltes Herzmal. Das Weibchen trägt an dieser Stelle einen schwarzbraunen, nach hinten zu etwas breiter werdenden Fleck, der gelblichweiß umrandet ist. An den Flanken befinden sich gegenüber der Grundfärbung deutliche und scharf abgegrenzte Bänder, die plötzlich enden und mit der deutlich schmaleren Reihe von Winkelflecken einen fast rechten Winkel bilden. Letztere sind oftmals sehr deutlich voneinander durch dunklere, oft rötlich gefärbte Zwischenräume voneinander getrennt. Frontal gehen die Winkelflecken beim Weibchen direkt in die gelblichweiße Umrandung des Herzmals über. Wie alle Finsterspinnen (Amaurobiidae) verfügt auch die Fensterspinne über ein zweigeteiltes Cribellum (Organ zum Herstellen von Fangwolle ohne Leimtröpfchen).

### Genitalmorphologische Merkmale
Die Bulbi (männliche Geschlechtsorgane) der Fensterspinne werden innerhalb der Gattung der Echten Finsterspinnen (Amaurobius) jeweils durch den verjüngten retrolateralen (seitlich vom Körper wegzeigenden) Fortsatz der Tibia-Apophyse (ein chitinisierter Fortsatz) charakterisiert. Im Gegensatz zu den ähnlich aufgebauten Bulbi der zur gleichen Gattung zählenden Ähnlichen Fensterspinne (A. similis) sind diese bei der Fensterspinne nicht hakenartig verlängert, was ein Hauptunterscheidungsmerkmal zur Bestimmung der beiden Arten bei den Männchen darstellt.
Die Epigyne (weibliches Geschlechtsorgan) der Fensterspinne verfügt über eine verglichen mit anderen Vertretern der Echten Finsterspinnen eher breit eingefasste Mittelplatte. Der Mittelteil der Epigyne verfügt außerdem auf beiden Seiten über feine Spitzen.

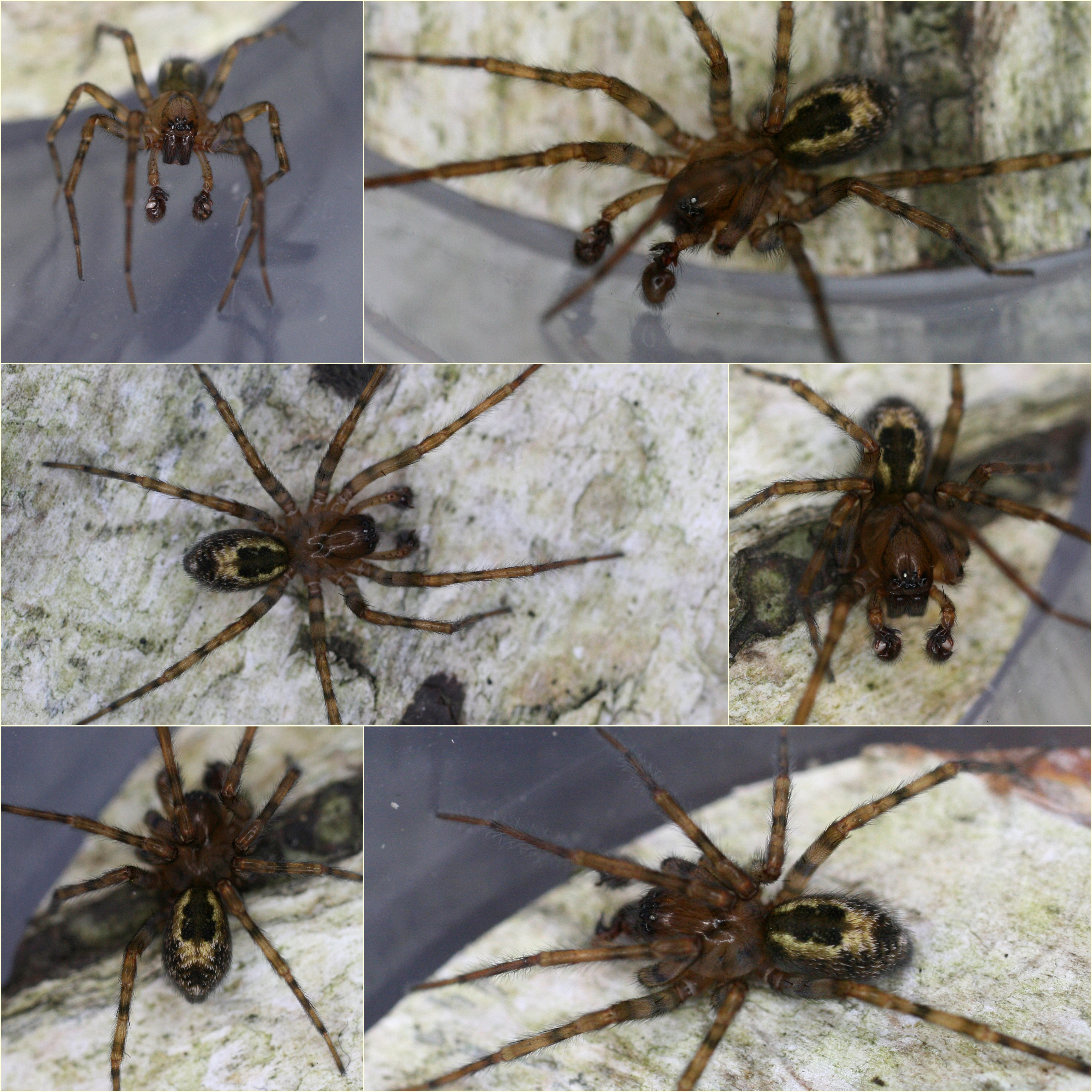
Verschiedene Detailansichten eines Männchens mit den gut sichtbaren Bulbi
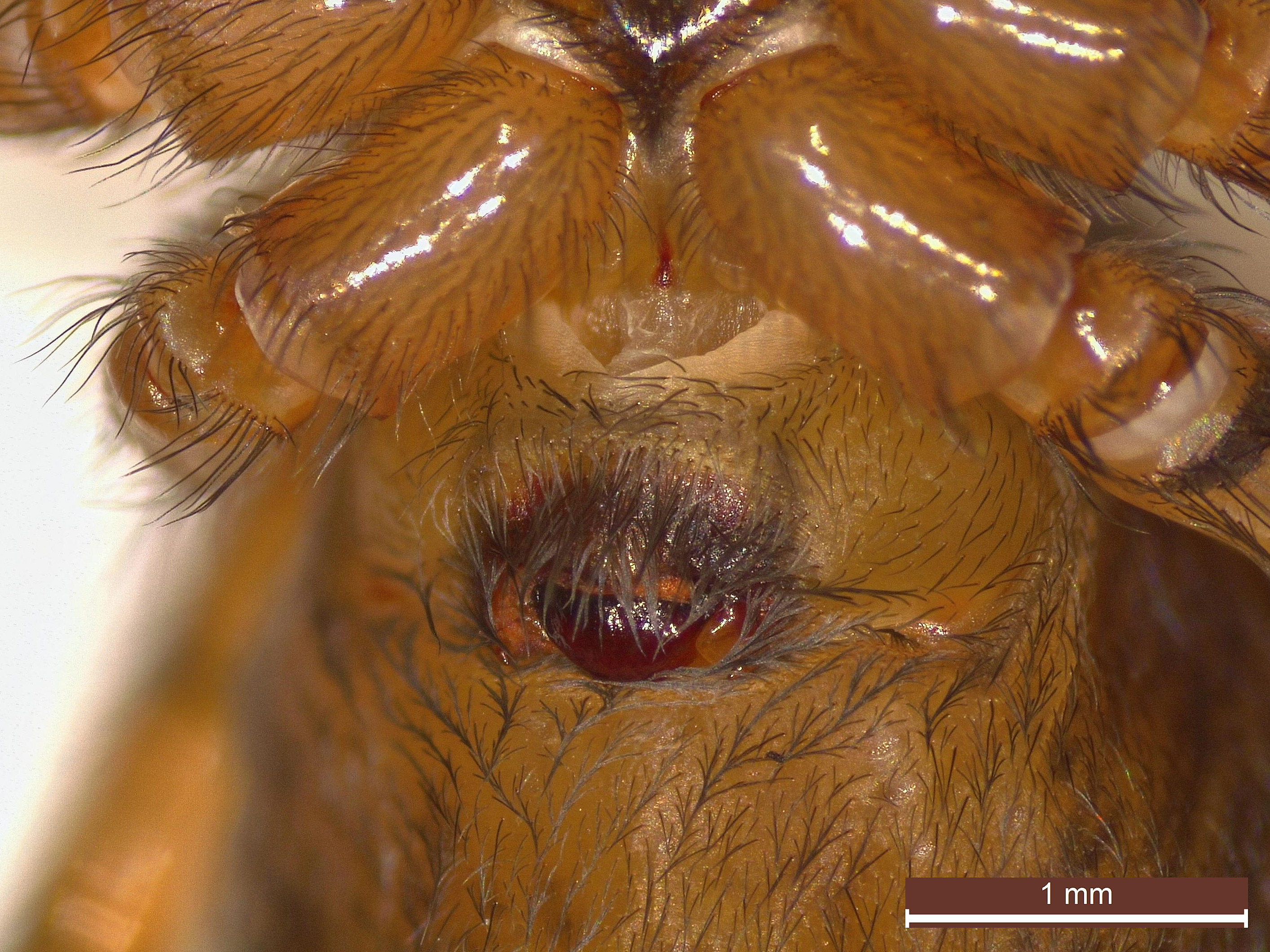
Epigyne eines Weibchens im Größenvergleich

### Ähnliche Arten

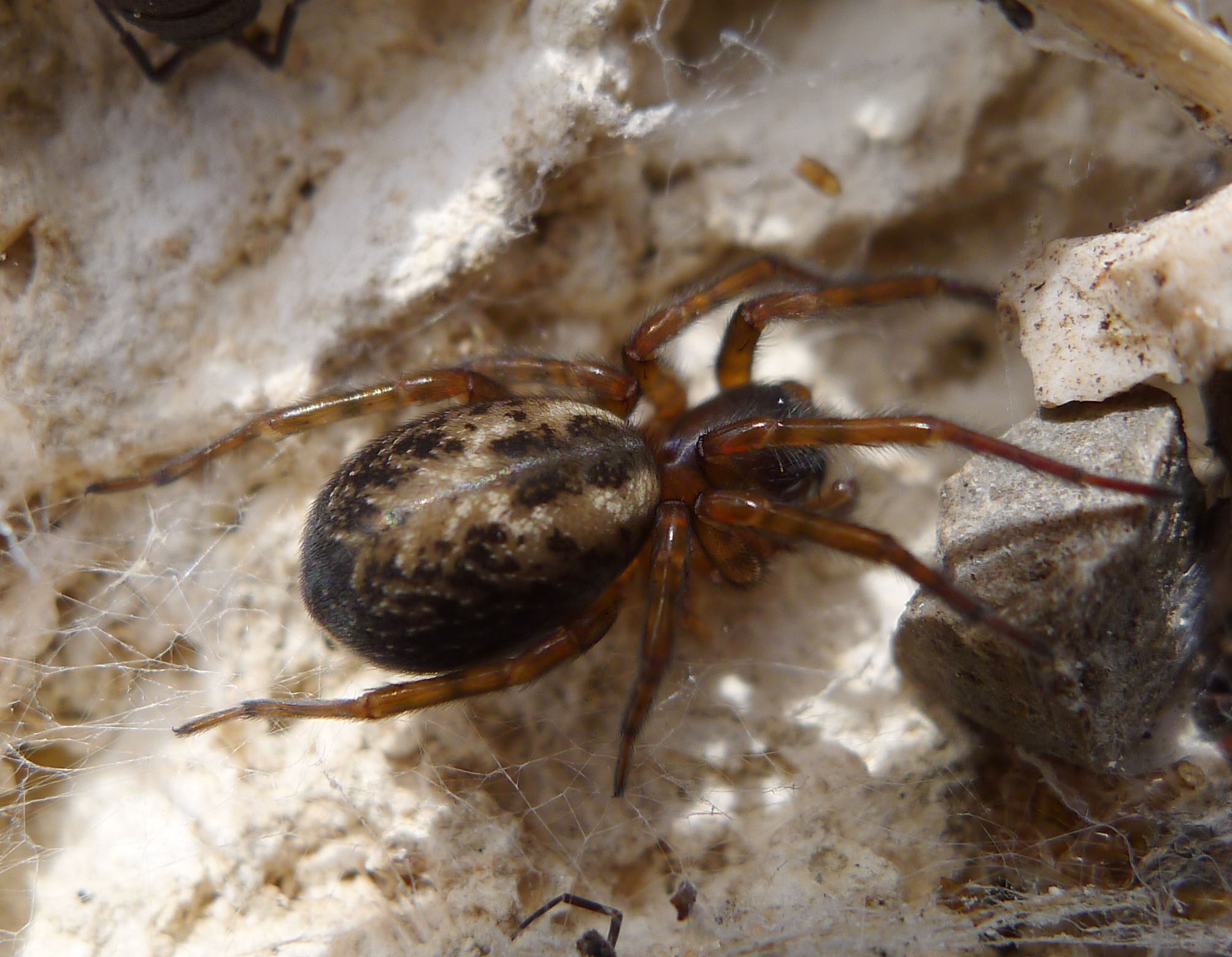
Weibchen der nah verwandten Ähnlichen Fensterspinne (Amaurobius similis)

Die Fensterspinne ähnelt insbesondere der zur gleichen Gattung zählenden Ähnlichen Fensterspinne (A. similis). Die Ähnlichkeit lässt sich schon aus dem Trivialnamen der Art herleiten, zumal die Ähnliche Fensterspinne erst seit ihrer Erstbeschreibung als eigene Art im Jahr 1861 von der Fensterspinne unterschieden wird. Bei der Ähnlichen Fensterspinne ist das Herzmal etwas stärker aufgehellt. Außerdem erreicht die Art eine geringfügig höher ausfallende Körperlänge. Eine sichere Differenzierung beider Arten ist allerdings nur anhand der genitalmorphologischen Merkmale möglich. Ein einzelner Bulbus des Männchens der Ähnlichen Fensterspinne verfügt über eine dorsale (obere) Tibialapophyse mit gerade abgestutztem seitlichen Fortsatz und die Epigyne des Weibchens über eine große trapezförmige Grube. Die Ähnliche Fensterspinne weist eine verglichen mit der der Fensterspinne größere Synanthropie (Bevorzugung menschlicher Siedlungsbereiche) auf und ist vor allem im Umfeld von Gebäuden, jedoch genau wie die Fensterspinne auch in Wäldern auffindbar.

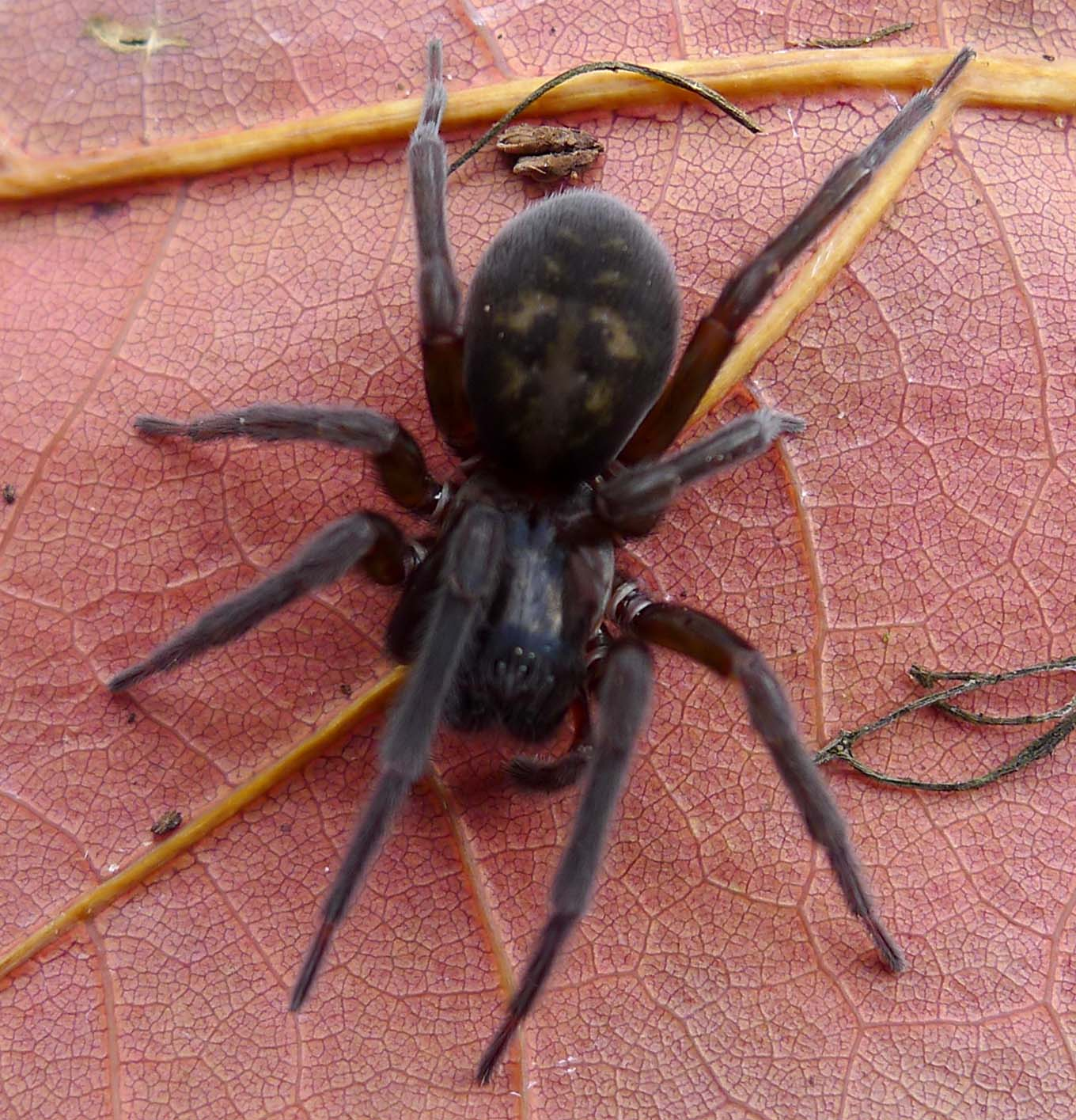
Weibchen der ebenfalls nah verwandten Kellerspinne (Amaurobius ferox)

Auch die ebenfalls zu den Echten Finsterspinnen (Amaurobius) zählende Kellerspinne (A. ferox) erinnert entfernt an die Fensterspinne, ist jedoch mit einer maximalen Körperlänge von 16 Millimetern zumeist deutlich größer und überdies die größte in Europa vorkommende Art der Finsterspinnen (Amaurobiidae). Im Gegensatz zu den beiden anderen Arten ist die Kellerspinne außerdem deutlich dunkler und wenig kontrastreich gefärbt. Ihr Opisthosoma ist meist nur undeutlich gezeichnet und besteht dann aus einfachen hellen Flecken auf dunklem Grund. Die Kellerspinne ist ebenfalls synanthrop und kommt besonders in und an Gebäuden einschließlich der Keller vor, was zu ihrem Trivialnamen geführt hat. in der natürlichen Umgebung bewohnt die Art Felsen und Höhlen. Im Allgemeinen bevorzugt die Kellerspinne oft schattige bis feuchte Areale.

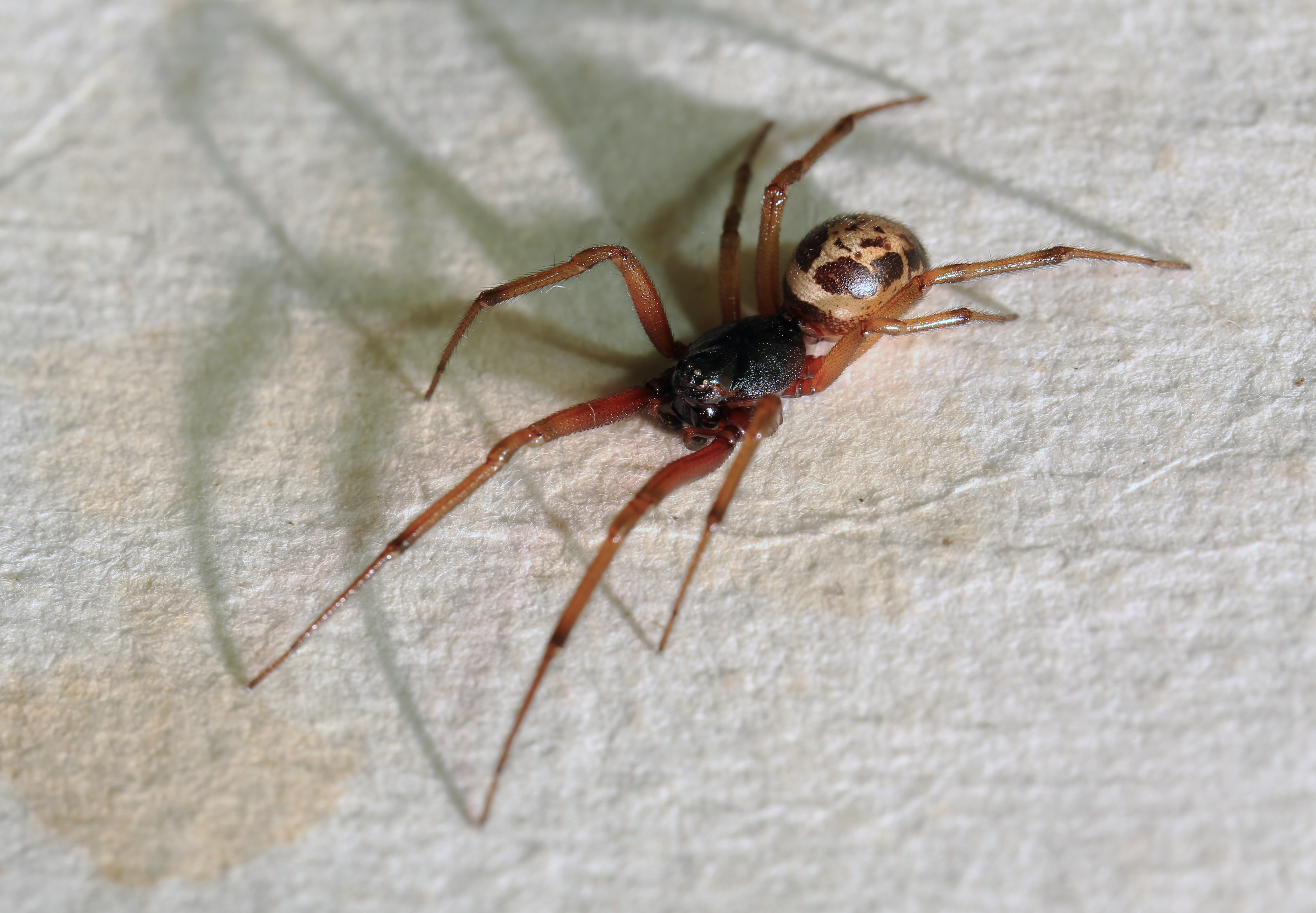
Männchen der Edlen Kugelspinne (Steatoda nobilis) aus der Familie der Kugelspinnen (Theridiidae)

Die Fensterspinne wird außerdem wie die Ähnliche Fensterspinne gelegentlich mit der in Europa eingeführten Edlen Kugelspinne (Steatoda nobilis) aus der Familie der Kugelspinnen (Theridiidae) verwechselt, die wie andere Arten der Fettspinnen (Steatoda) nicht selten als „Falsche Witwe“ bezeichnet wird. Diese Verwechslungen sind auf die sich ähnelnden Körperdimensionen und -proportionen sowie Färbungen der Spinnen zurückzuführen. So erscheint der Carapax ähnlich wie bei den beiden anderen Spinnenarten dunkelbräunlich und glänzend, geht dafür aber mehr in einen stärker rötlichen Farbton über. Außerdem sind die Beine der Edlen Kugelspinne im Verhältnis zum Körper länger als es bei der Fensterspinne und der Ähnlichen Fensterspinne der Fall ist. Ferner ist das Opisthosoma der Kugelspinne rundlicher geformt, während es bei den beiden anderen Spinnenarten eher länglich gebaut ist. Zu guter Letzt ist auf der Dorsalseite des Opisthosomas bei der Edlen Kugelspinne eine charakteristische Zeichnung vorhanden, die von den Zeichnungselementen der beiden Finsterspinnen an derselben Stelle stark abweicht.

## Vorkommen

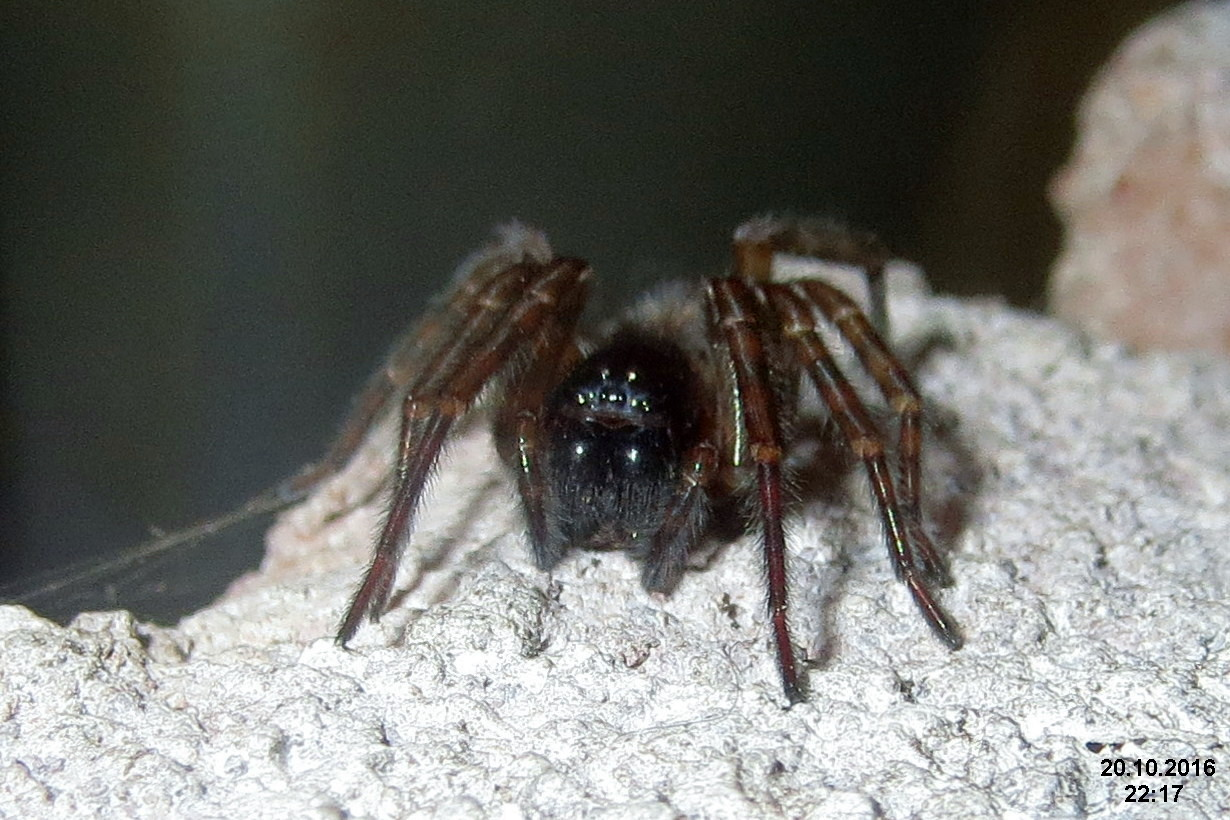
Weibchen, gefunden in der englischen Stadt Windsor (Grafschaft Berkshire)

Die Fensterspinne ist von Europa bis nach Zentralasien verbreitet. Südöstlich reicht das Verbreitungsgebiet über den Südosten des europäischen Teils von Russland bis nach Kaukasien. Die Art fehlt gänzlich in den restlichen Gebieten Russlands (einschließlich der Oblast Kaliningrad und der Doppelinsel Nowaja Semlja) sowie in Armenien. Im restlichen Europa  fehlt die Art in Island, auf der Iberischen Halbinsel, der Mittelmeerinsel Korsika sowie in den südosteuropäischen Ländern Bosnien und Herzegowina, Montenegro, Kosovo, Albanien und Griechenland. Gleiches trifft auch auf den europäischen Teil der Türkei (sowie den Rest des Landes) zu.

### Lebensräume

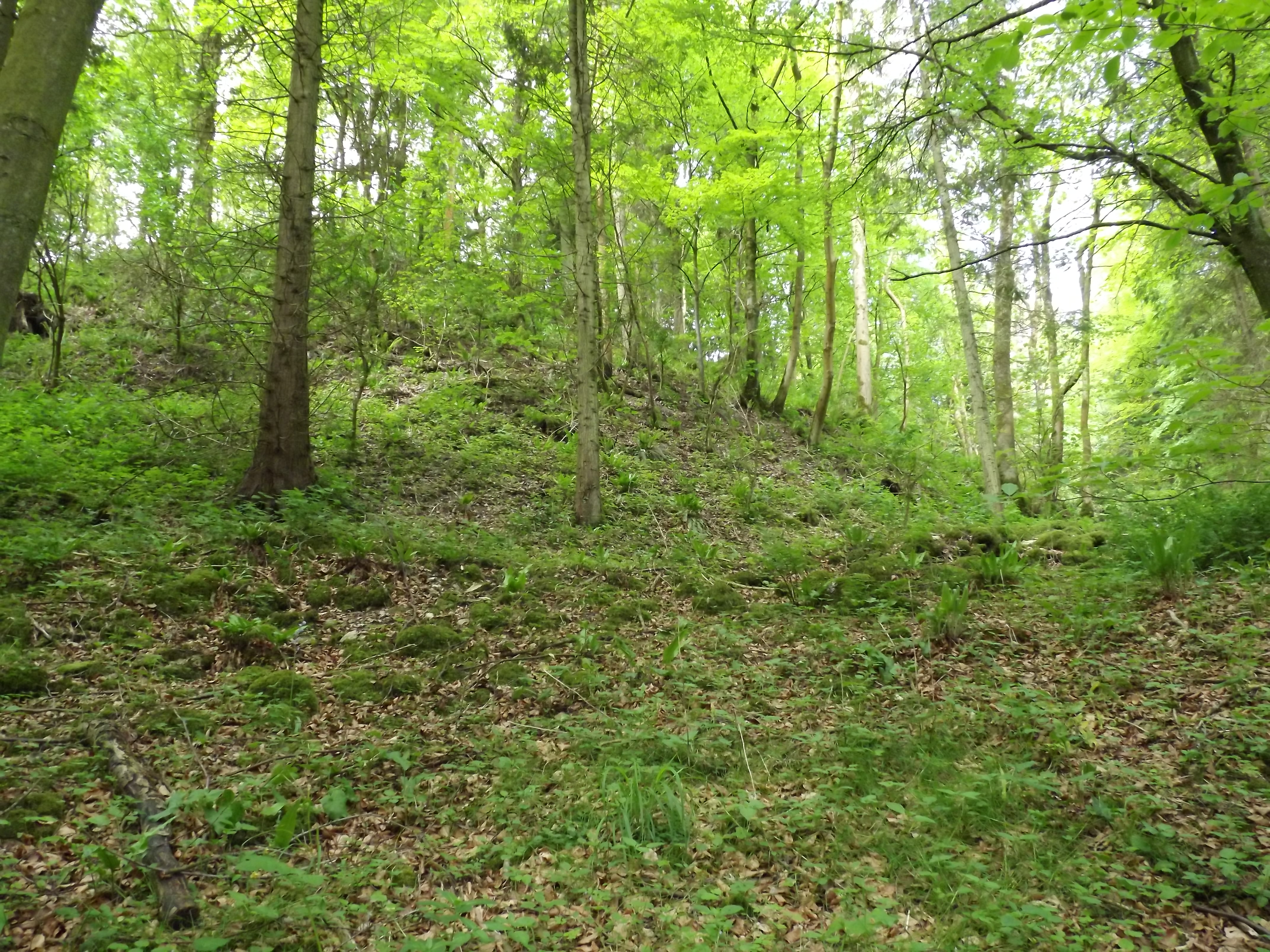
Die Fensterspinne bewohnt gerne den Boden von Wäldern wie in diesem Laubwald bei Miserden Castle in der englischen Grafschaft Gloucestershire.

Die Fensterspinne nimmt gerne Wälder aller Art als Habitat an, darunter jedoch gehäuft Laub- und Nadelwälder. In den höheren Lagen der Alpen ist die Art auch in den dortigen Zirbelkieferwäldern nachgewiesen worden. Innerhalb dieser Habitate ist die Spinne unter der Rinde stehender und umgefallener Bäume sowie in Laubstreu und unter Steinen zu finden, gelegentlich auch in Moospolstern. Daneben ist die Fensterspinne auch in Pflanzen mit dichten Blattwerk vorzufinden. Dazu zählen auch Koniferenhecken.
Mauerwerke werden von der Fensterspinne ebenfalls als Mikrohabitat angenommen, gebietsweise ebenso das Innere von Gebäuden, einschließlich Kellern. Selbiges gilt auch für Höhlen. Im Gegensatz zur Ähnlichen Fensterspinne (Amaurobius similis), die vorzugsweise in und an Bauwerken zu finden ist, zeigt die Fensterspinne eine deutlich geringer ausgeprägte Bevorzugung menschlicher Siedlungsbereiche und bewohnt im Gegensatz zu dieser auch keine Fenster. Dafür kann man letztere Art mitunter an Zäunen antreffen. Im Vereinigten Königreich ist die Fensterspinne bis zu Höhen von 900 Metern über dem Meeresspiegel nachgewiesen worden.

### Bedrohung und Schutz
Die Fensterspinne ist in Europa eine der häufigsten Arten der Finsterspinnen und in ihrem Verbreitungsgebiet nicht gefährdet. Der globale Gefährdungsgrad der Art wird von der IUCN nicht gewertet.
In der Roten Liste gefährdeter Arten Tiere, Pflanzen und Pilze Deutschlands bzw. der Roten Liste und Gesamtartenliste der Spinnen Deutschlands (2016) wird die Fensterspinne als „ungefährdet“ eingestuft, da ihre Bestände in Deutschland als stabil und sehr häufig gelten. Die Bestände der Art in Tschechien werden von der IUCN als „ES“ (Ecologically Sustainable, ökologisch nachhaltig) gewertet. Diese Kategorie bedeutet, dass die Bestände stabil sind oder sogar anwachsen. In Norwegen werden sie in der Kategorie „LC“ (Least Concern, nicht gefährdet) erfasst. Gleiches gilt für die Bestandssituation der Fensterspinne im Vereinigten Königreich.

## Lebensweise

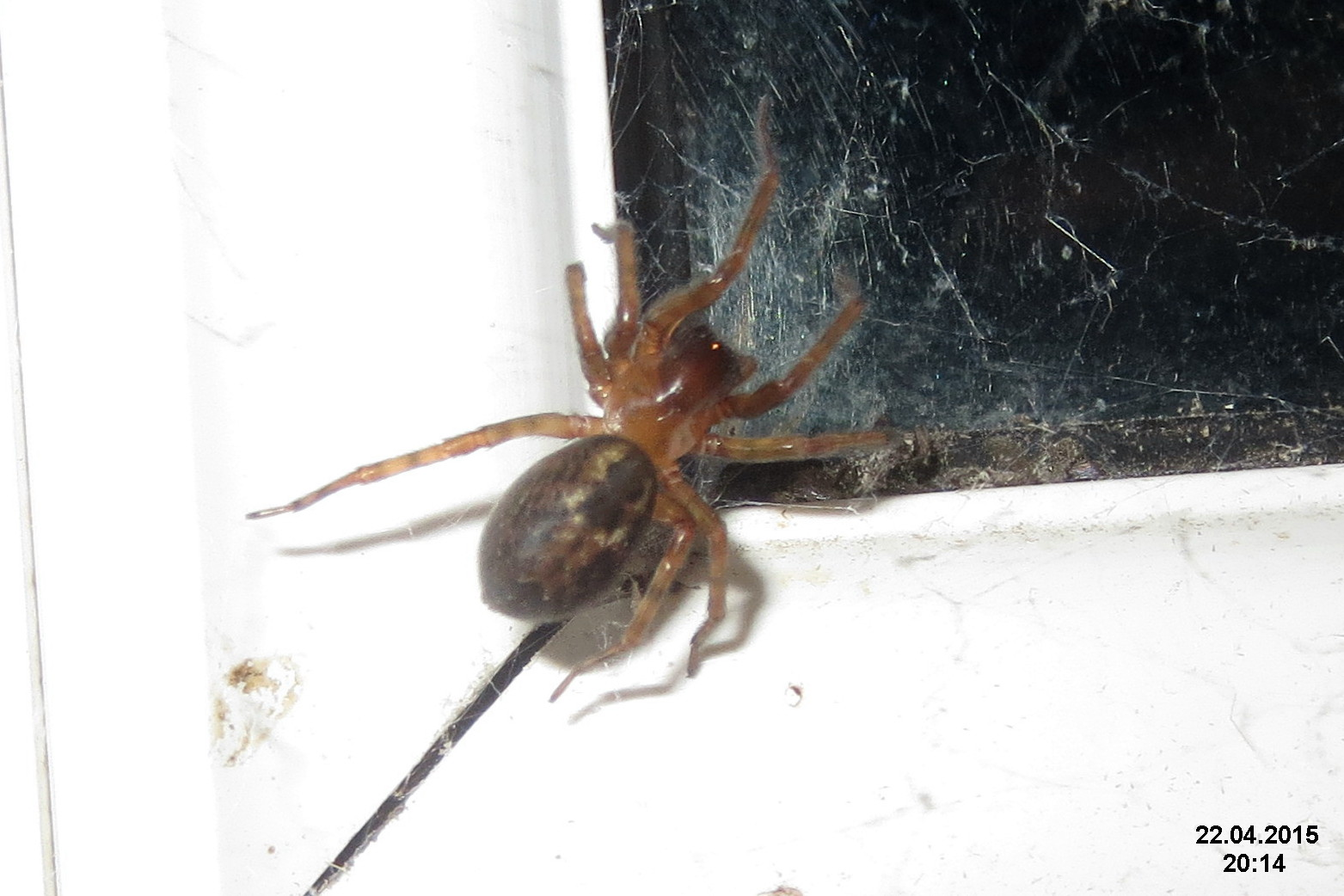
Weibchen vor der Wohnröhre seines Trichternetzes

Wie alle Finsterspinnen (Amaurobiidae) ist auch die Fensterspinne vornehmlich nachtaktiv. Sie legt wie alle Arten der Familie ein typisches Spinnennetz in Form eines Trichternetzes zum Beutefang an.

### Jagdverhalten

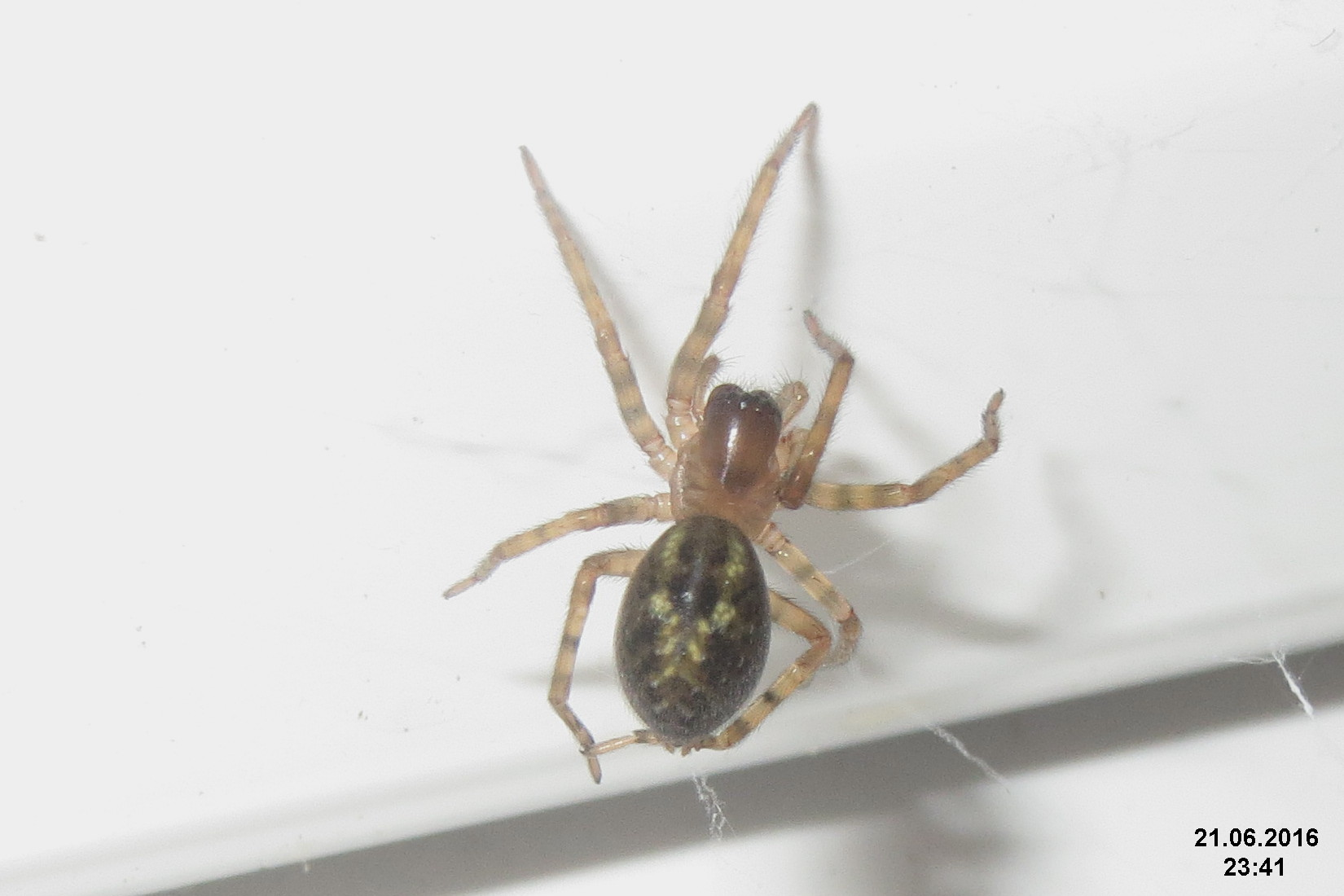
Weibchen auf der Netzdecke seines Trichternetzes

Die Fensterspinne ernährt sich wie für Spinnen üblich räuberisch. Da die Art mithilfe eines Spinnennetzes Beutetiere erlegt und somit auf diese wartet, ist sie wie andere netzbauende Spinnen als Lauerjäger zu charakterisieren.

#### Netzbau

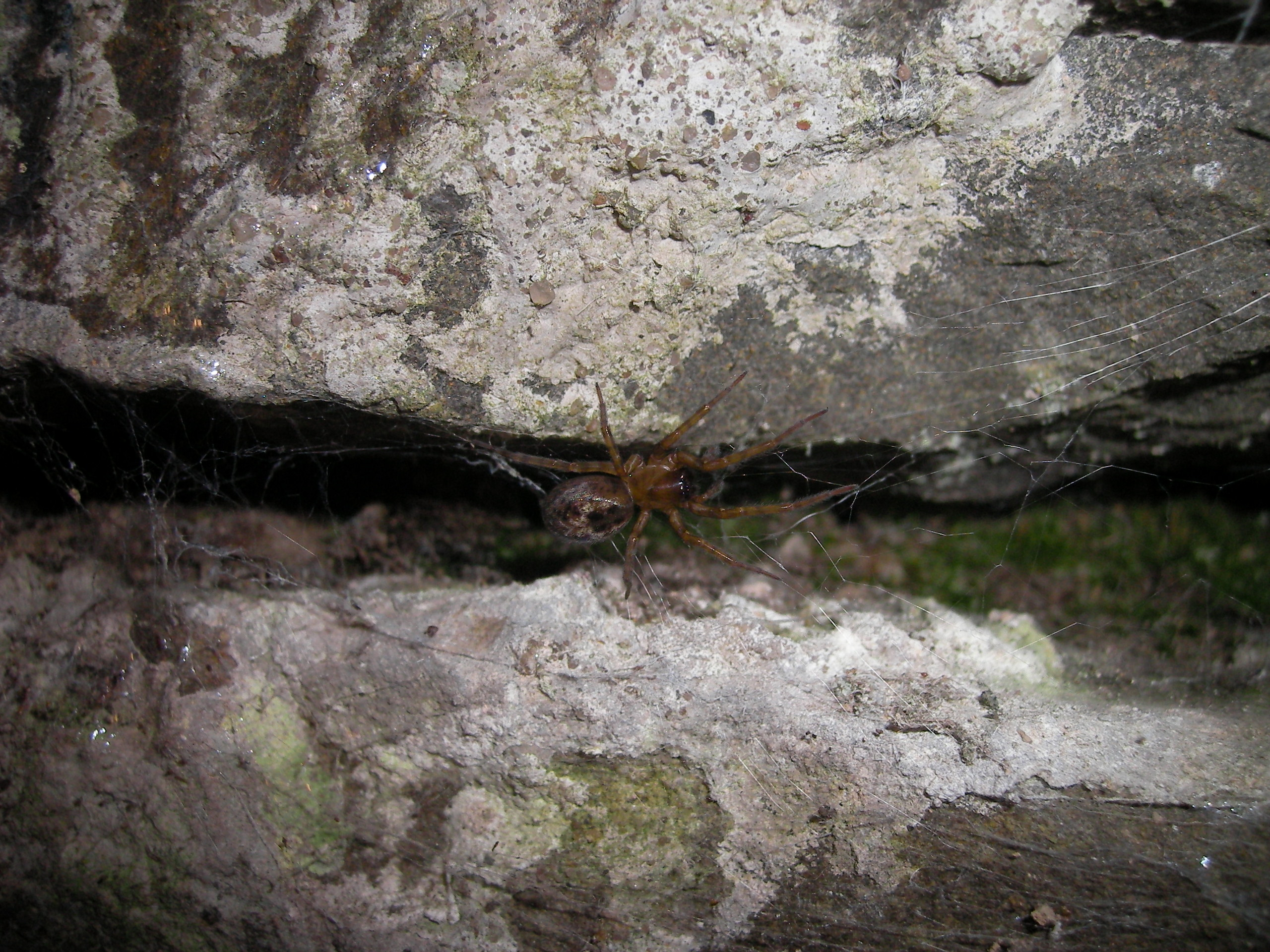
Weibchen auf seinem Fangnetz bei Nacht

Das Trichternetz der Fensterspinne ist ein grobmaschiges Konstrukt, das wie bei allen Finsterspinnen (Amaurobiidae) aus cribellaten (wollartigen) Fangfäden besteht. Aufgrund dessen erscheinen die Fangfäden im frischen Zustand bläulich schimmernd. Ferner weisen sie insbesondere in diesem Zustand ein schnurartiges Erscheinungsbild auf und sind sehr klebrig.
Das Netz selbst ist ein Gewirr aus Fäden, das für gewöhnlich auf einer vertikalen Fläche angelegt wird. Insgesamt ist es vergleichsweise klein. Weiter hinten führt das Netz zu einer dem Netztypus entsprechend vorhandenen und kreisförmigen Wohnröhre, die wie bei allen Echten Finsterspinnen (Amaurobius) gut ausgesponnen ist und der Spinne als Aufenthaltsort dient. Diese befindet sich unter Steinen, liegendem Totholz oder unter Borke. Entsprechend ihrer Aktivitätszeit arbeitet die Fensterspinne nur nachts an ihrem Fangnetz.

#### Beutefang und -spektrum

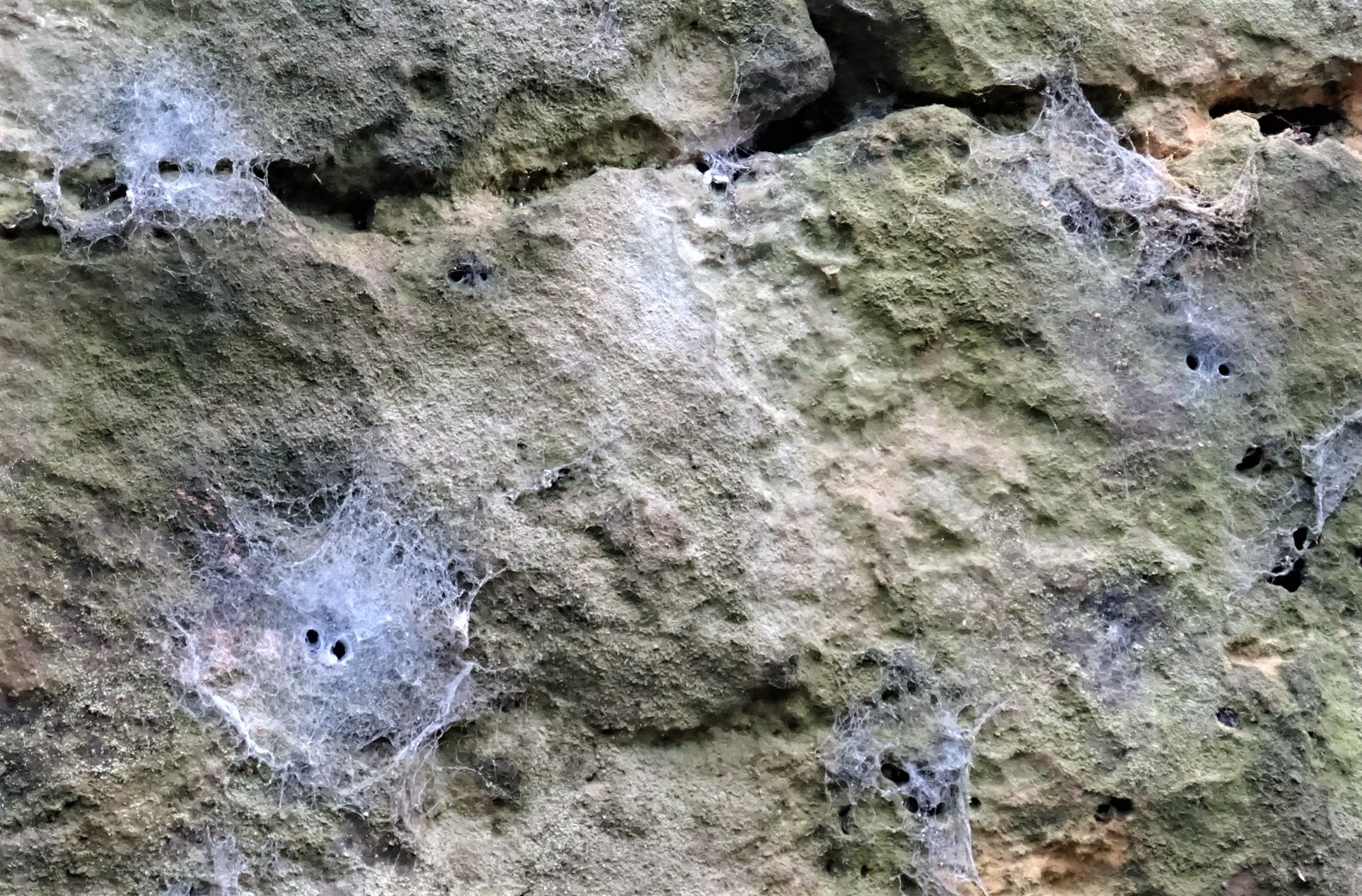
Trichternetze mehrerer Individuen der Fensterspinne nah beieinander

Der eigentliche Beutefang läuft wie bei anderen Spinnen, die diese Netzbauweise praktizieren, einschließlich anderer Arten der Finsterspinnen, aber auch der nicht näher verwandten Trichterspinnen (Agelenidae) ab. Gerät ein Beutetier in das Fangnetz, schnellt die Spinne aus der Wohnröhre hervor und eilt zu dem Beutetier, das es anhand der Vibrationen im Netz lokalisieren kann. Beim Beutetier angekommen, versetzt die Spinne diesem mithilfe der Cheliceren einen Giftbiss, der dieses flucht- und wehrunfähig macht.
Das Beutespektrum der Finsterspinne setzt sich aus anderen Gliederfüßern zusammen, die die gleichen Habitate bewohnen. Ebenso schließt es durch die effektive Jagdweise wie bei anderen Finsterspinnen wehrhaftere oder stärker gepanzerte Vertreter dieses Stammes, wie Wanzen, Käfer und Asseln mit ein. Auch andere Spinnen zählen zum Beutespektrum der Fensterspinne.

### Lebenszyklus und Phänologie

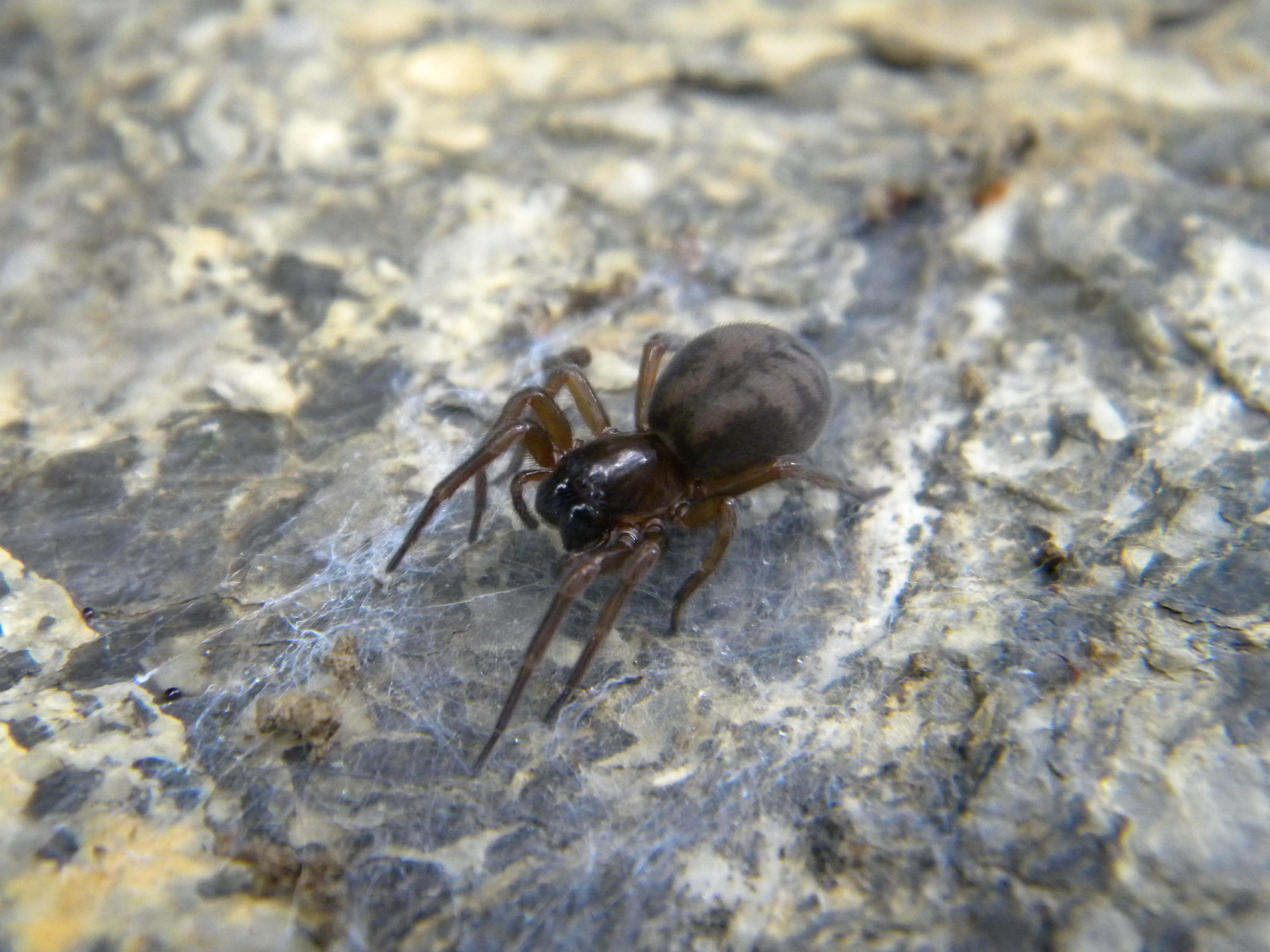
Weibchen im Juni

Wie bei den in gemäßigten Klimazonen verbreiteten Spinnenarten üblich, ist der Lebenszyklus der Fensterspinne in mehrere Phasen aufgeteilt, die von den Jahreszeiten mitbestimmt werden. Die Phänologie (Aktivitätszeit) ausgewachsener Individuen beider Geschlechter beläuft sich theoretisch auf das ganze Jahr. Der Höhepunkt der Aktivitätsphase befindet sich jedoch im Zeitraum zwischen Frühling und Herbst. Dabei sind die Männchen bevorzugt im Zeitraum zwischen Herbst und Frühjahr und die Weibchen von Herbst bis zu den Monaten Juli oder August vorfindbar.

#### Balz und Paarung

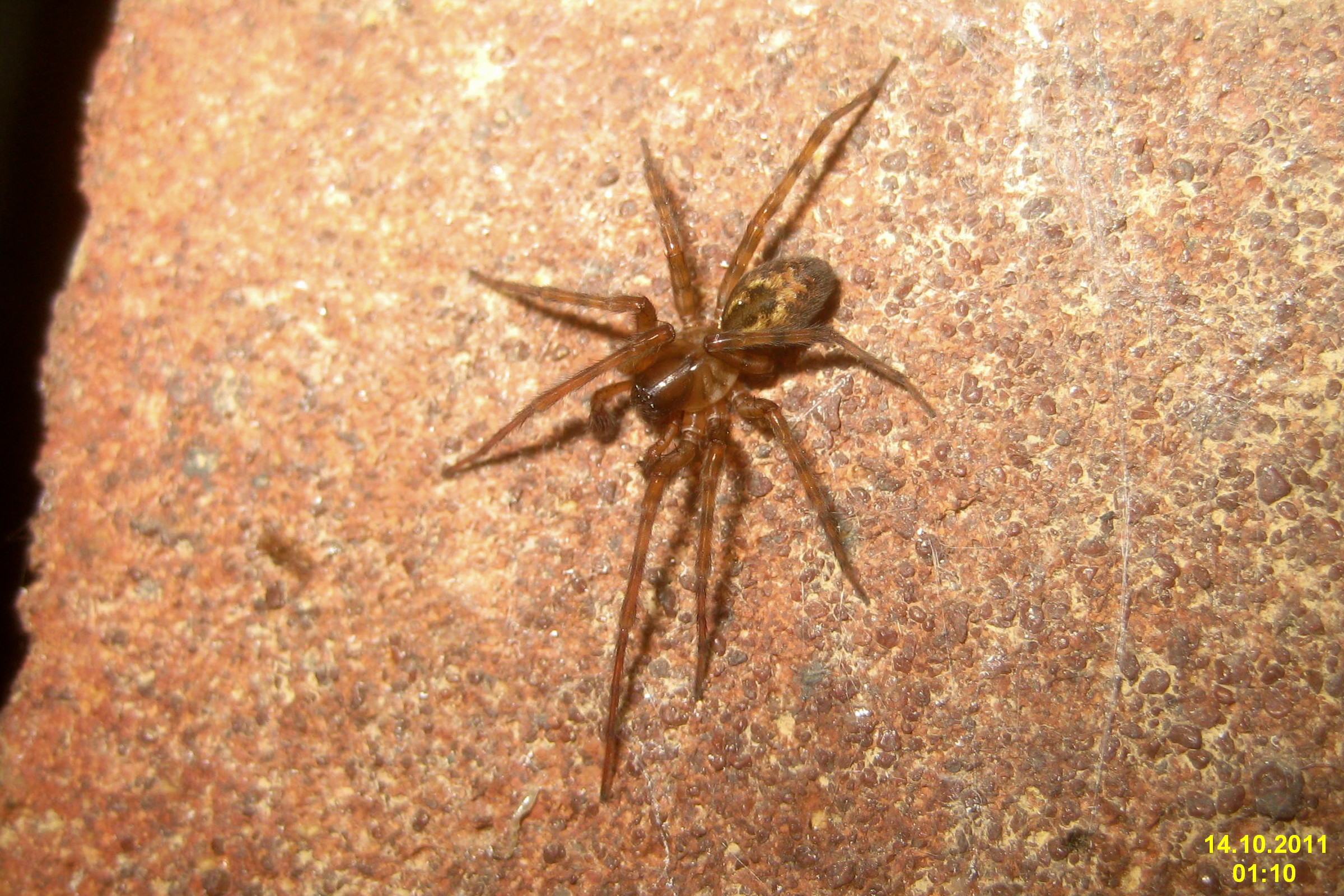
Männchen außerhalb seines Unterschlupfes auf der Suche nach einem Weibchen

Obwohl die ausgewachsenen Tiere der Fensterspinne bereits im Herbst geschlechtsreif werden, verpaaren sie sich erst im folgenden Frühjahr. Zu dieser Zeit verlässt das Männchen sein Fangnetz und beginnt aktiv das eines Weibchens aufzusuchen. Hat es ein solches gefunden, beginnt es mit einem Balzverhalten, bei dem es auf das Netz des Weibchens trommelt. Die Paarung selber dauert nur wenige Sekunden.

#### Eiablage und Heranwachsen der Jungtiere

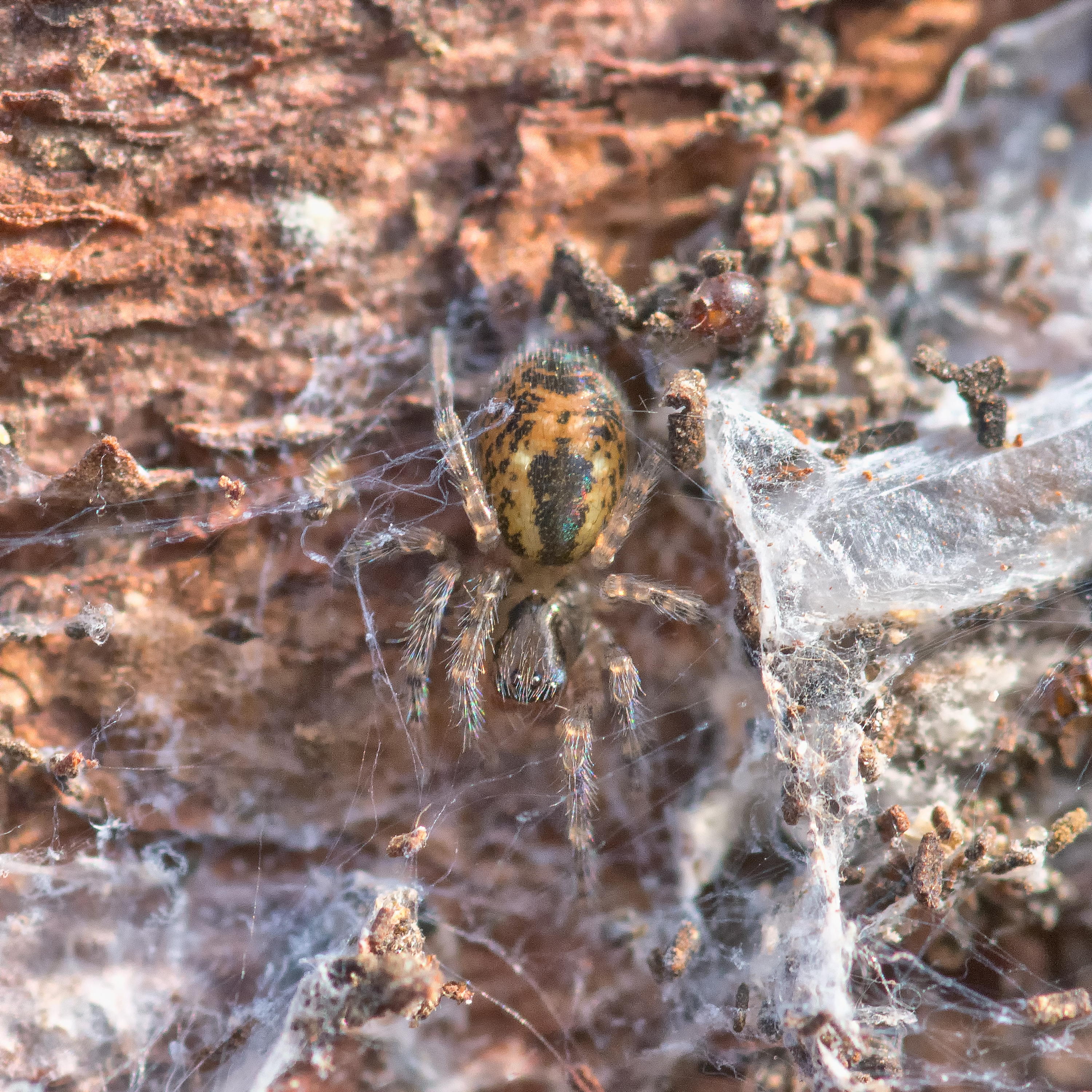
Jungtier

Im folgenden Frühsommer verschließt ein begattetes Weibchen dann seine Wohnröhre und baut diese zu einem ovalen und etwa drei Zentimeter großen Brutnest aus. Dort wird auch ab Juni oder Juli der weiße Eikokon deponiert. Er enthält bis zu 100 Eier. Die Jungtiere selber schlüpfen ab Juli und versammeln sich anfangs um ihre Mutter, die auf den Resten des Kokons verweilt. Sie stirbt dann nach etwa einer Woche nach dem Schlupf ihrer Nachkommen und dient ihnen als erste Nahrung. Man spricht dabei von Matriphagie. Es wird vermutet, dass das Muttertier sich zuvor selbst durch in großen Mengen produzierte Verdauungssäfte innerlich auflöst. Anschließend verlassen sie das Verlies der einstigen Mutter und wachsen eigenständig heran.
Die Entwicklung der Jungtiere bis zum Erlangen des Adultstadiums beträgt vermutlich zwei Jahre. Diese Vermutung rührt daher, dass man im Winter neben ausgewachsenen auch juvenile Exemplare der Fensterspinne finden kann. Wieder andere Quellen sprechen von einer gesamten Lebenserwartung des Weibchens für insgesamt zwei Jahre und der des Männchens für wenige Monate.

## Bissunfälle und Symptome
Bisse der Fensterspinne sind überliefert, wobei die Art wie fast alle Spinnen nicht aggressiv ist und nur in größter Not beißt. Als Symptom kann nach dem Biss eine Schwellung im Bereich der Bisswunde auftreten, die für etwa 12 Stunden anhält. Diese Schwellung kann auch im Gegensatz zum Biss selber schmerzhaft sein.

## Systematik

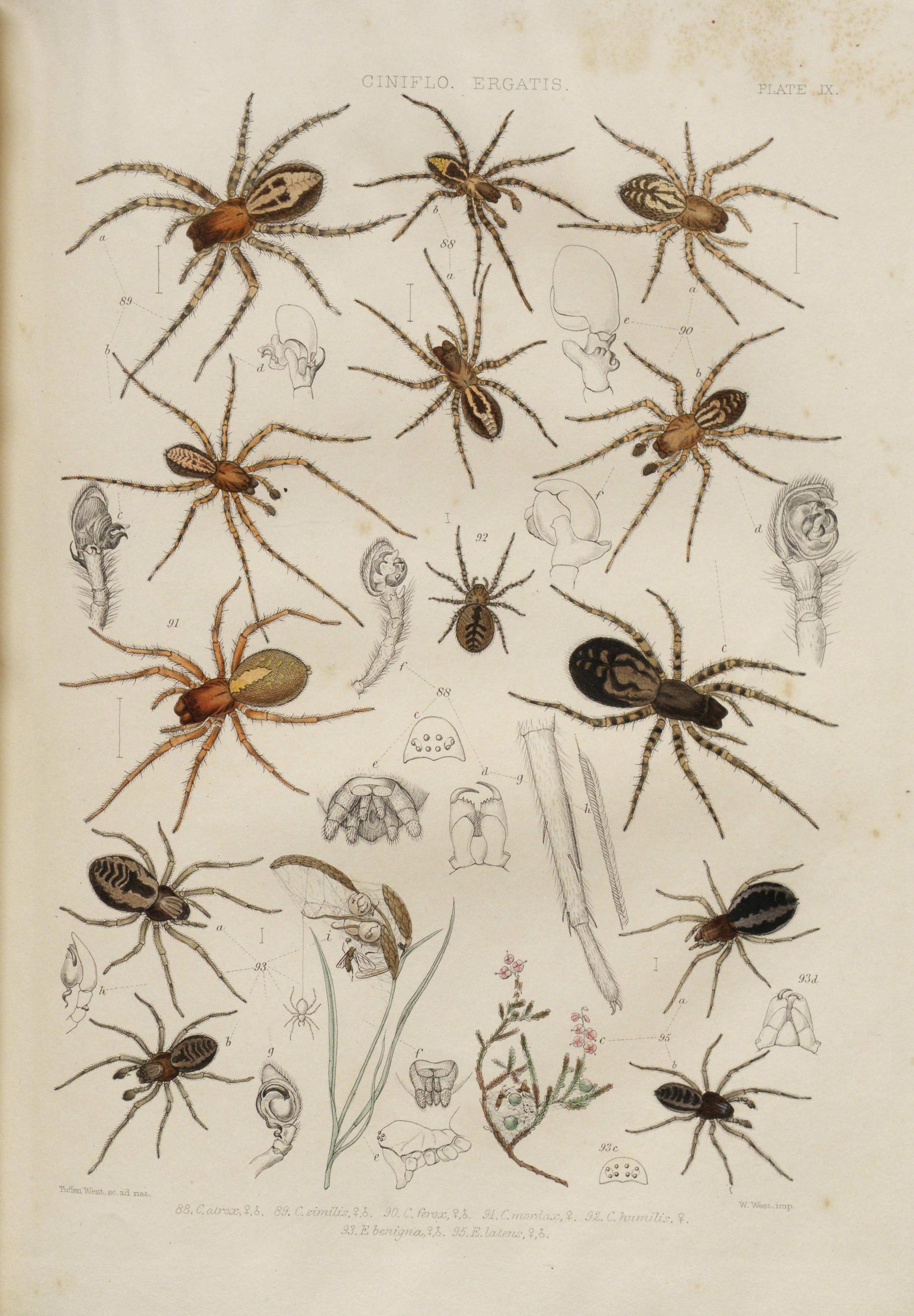
Ausschnitt aus A History of the Spiders of Great Britain and Ireland (1861) von John Blackwall, wo die Fensterspinne als Ciniflo atrox bezeichnet wird.

Die Systematik befasst sich im Bereich der Biologie sowohl mit der taxonomischen (systematischen) Einteilung als auch mit der Bestimmung und mit der Nomenklatur (Disziplin der wissenschaftlichen Benennung) von Lebewesen.
Der Artname fenestralis ist eine Abwandlung des lateinischen Nomes fenestra, das übersetzt „Fenster“ bedeutet und auch hier auf die fälschliche Annahme, dass die Art an Fenstern zu finden sei, zurückzuführen ist. Genauso sind hier Verwechslungen mit der Ähnlichen Fensterspinne (Amaurobius similis) der Auslöser für diese Fehlangabe.

### Beschreibungsgeschichte
Die Fensterspinne wurde bei ihrer Erstbeschreibung 1768 vom Autor Hans Strøm wie damals alle Spinnen in die Gattung Aranea eingeordnet und erhielt die Bezeichnung A. fenestralis. Bereits unter Carl Ludwig Koch wurde die Art 1843 unter der Bezeichnung Amaurobius atrox der Gattung der Echten Finsterspinnen (Amaurobius) zugerechnet. Die heutige Bezeichnung Amaurobius fenestralis erfuhr erstmals 1871 unter Anton Menge und seitdem nahezu durchgehend Anwendung. Heute ist die Fensterspinne außerdem die Typusart der Gattung der Echten Finsterspinnen.

### Innere Systematik
2017 wurden von Francesco Ballarin und Paolo Pantini die innersystematischen Relationen der 11 im Apennin in Italien vorkommenden Arten der Echten Finsterspinnen (Amaurobius) einschließlich der Fensterspinne sowie der von den Autoren damals erstbeschriebenen Art Amaurobius pesarinii untersucht, wobei  zwei Artengruppen festgestellt wurden. Eine davon ist nach der Kellerspinne (Amaurobius ferox) benannt und enthält sechs der Arten. Zu diesen zählen neben der Kellerspinne die Dickpalpen-Finsterspinne (A. crassipalpis), die Östliche Finsterspinne (A. jurorum) und die Arten Amaurobius pesarinii sowie Amaurobius scopolii und Amaurobius pavesii. Bei den Arten dieser Gruppe hat jeder Bulbus nur eine dorsale Tibiaapophyse. Diese ist breit und mehr oder weniger trapezförmig gebaut und mit einem gezackten, distalen (von der Körpermitte entfernt liegenden) Rand versehen. Einige der Arten besitzen zusätzlich einen länglichen, dorsalen und hakenartigen Vorsprung an der tegulären (rückseitigen) Apophyse, die wiederum kammförmig und einfach aufgebaut ist. Die Mittelplatte der Epigyne der Vertreter der Artengruppe der Kellerspinne ist ungefähr so lang wie breit und besitzt einen spitzen oder deutlich gerundeten, hinteren Rand.
Die anderen fünf in dieser Region vorkommenden Arten sind der Artengruppe der Fensterspinne zugehörig. Die am nächsten verwandte Art der Fensterspinne und somit ihre Schwesterart ist Amaurobius ruffoi. Die anderen drei Arten dieser Gruppe sind Ameurobius erberi, die Blasse Finsterspinne (A. pallidus), Amaurobius ruffoi und die Ähnliche Fensterspinne (A. similis). Bei den Vertretern dieser Artengruppe ist ein Bulbus mit zwei dorsalen Tibiaapophysen versehen. Davon ist die zentral-dorsale kürzer und stumpf oder spitz geformt. Die latero-dorsale Apophyse ist länger und immer spitz endend. Die teguläre Apophyse ist hier ebenfalls breit gebaut, jedoch anders als bei den Arten der Artengruppe der Kellerspinne nicht kammförmig gebaut und außerdem zweigeteilt. Die Medianplatte der Epigyne ist bei den Arten der Gruppe der Fensterspinne breiter als lang sowie mit einem flachen oder leicht gerundeten hinteren Rand gekennzeichnet.
Die Stellung aller fünf Arten der Artengruppe der Fensterspinne wird in folgendem Kladogramm verdeutlicht:
|  | Blasse Finsterspinne (A. pallidus) |
|  |                                    |
|  | Ameurobius erberi                  |
|  |                                    |

|  | Amaurobius ruffoi |
|  |                   |
|  | Fensterspinne     |
|  |                   |

|  | Blasse Finsterspinne (A. pallidus) |
|  |                                    |
|  | Ameurobius erberi                  |
|  |                                    |

|  | Amaurobius ruffoi |
|  |                   |
|  | Fensterspinne     |
|  |                   |

|  | Blasse Finsterspinne (A. pallidus) |
|  |                                    |
|  | Ameurobius erberi                  |
|  |                                    |

|  | Amaurobius ruffoi |
|  |                   |
|  | Fensterspinne     |
|  |                   |

|  | Blasse Finsterspinne (A. pallidus) |
|  |                                    |
|  | Ameurobius erberi                  |
|  |                                    |

|  | Amaurobius ruffoi |
|  |                   |
|  | Fensterspinne     |
|  |                   |